# Virgin Records
|  | «Virgin» redirigeix aquí. Vegeu-ne altres significats a «riu Virgin». |

Virgin Records és una discogràfica britànica fundada per l'empresari britànic Richard Branson i Nik Powell el 1972, després d'un període venent àlbums musicals amb descompte a través de la seva petita botiga a Londres.
El nom Virgin, segons Branson (en la seva autobiografia) prové d'un col·lega seu quan estaven fent un brainstorming sobre idees de negoci. Li va proposar Virgin a causa del seu significat (traduït de l'anglès significa verge), associant-lo amb el fet que eren tots nous en el negoci. El logotip de Virgin va ser creat un dissenyador gràfic que van trobar, fent l'esbós en un tovalló de paper. El primer àlbum llançat va ser el clàssic Tubular Bells, rock progressiu del músic Mike Oldfield el 1973.
Més tard, el grup Genesis va gravar diversos àlbums. El 1977 van signar amb els Sex Pistols, qui li van donar a Virgin fama i reconeixement. Després van signar amb grups com The Human League, Culture Club, Simple Minds i d'altres.
El 1987, Virgin Records obre la seva filial americana, Virgin Records America. Després d'un acord amb Atlantic Records, els discos de Virgin Records America són distribuïts pel grup Warner Music Group, fins al 1992. Aquest mateix any, Richard Branson vendrà Virgin Records a l'empresa EMI per la suma de 550 milions de lliures (£). Actualment en competència amb la nova discogràfica de Branson: V2 Records.
La raó per la qual Branson va vendre Virgin Records va ser perquè volia fundar Virgin Atlantic Airways. Després d'haver estat adquirit per EMI, Virgin comença una sèrie de canvis, com la creació de sub-oficines com Real World Studios, Innocent Records, Point Blank Records-especialitzat en blues- i Hut Records.
Va continuar signant i establint artistes com Beenie Man, Blue, KoЯn, The Rolling Stones, The Smashing Pumpkins, Orchestral Manoeuvres in the Dark, Heaven 17, We Are Scientists, The Kooks, Bubba Sparxxx, Sharissa, Bossman, Purple Ribbon All-Stars, Janet Jackson, The Chemical Brothers, Shapeshifters, Amaral, Juliet Richardson, Spice Girls i Paula Abdul.